# Pescara Calcio 1977-1978
Questa voce raccoglie le informazioni riguardanti l'Associazione Sportiva Pescara nelle competizioni ufficiali della stagione 1977-1978.

## Stagione
Dopo la storica prima promozione in Serie A, da neofita il Pescara non è riuscito a mantenere la prestigiosa categoria. La squadra di Giancarlo Cadè confermando l'intelaiatura della stagione scorsa, che tante soddisfazioni aveva dato ai tifosi abruzzesi, ha tentato con ardore di restare in gioco per la salvezza, ma ha pagato dazio alla categoria superiore, giocando anche un discreto calcio, ma scoprendosi in difesa e subendo troppo, con 44 reti subite, ha avuto la peggior difesa del campionato. Ha lottato col coltello tra i denti per alcuni mesi, poi da gennaio in poi è sempre stata sul fondo della classifica.
In Coppa Italia il Pescara è andato meglio, nel settimo girone di qualificazione, giocato prima del campionato, la squadra abruzzese con 6 punti ha vinto il girone con il Taranto, ma a parità di punti ed anche di differenza reti, per designare la squadra promossa ai gironi finali, si sono resi necessari due spareggi di andata e ritorno, che hanno qualificato il Taranto.

## Rosa
| N. |                   | Ruolo | Calciatore           |
| -- | ----------------- | ----- | -------------------- |
|    | Italia (bandiera) | P     | Massimo Piloni       |
|    | Italia (bandiera) | P     | Graziano Piagnerelli |
|    | Italia (bandiera) | P     | Gian Nicola Pinotti  |
|    | Italia (bandiera) | D     | Giuliano Andreuzza   |
|    | Italia (bandiera) | D     | Roberto Galbiati     |
|    | Italia (bandiera) | D     | Gianfranco Motta     |
|    | Italia (bandiera) | D     | Eraldo Mancin        |
| 3  | Italia (bandiera) | D     | Claudio Eusepi       |
|    | Italia (bandiera) | C     | Angelo Orazi         |
|    | Italia (bandiera) | C     | Vincenzo Zucchini    |
|    | Italia (bandiera) | C     | Giorgio Repetto      |

| N. |                   | Ruolo | Calciatore          |
| -- | ----------------- | ----- | ------------------- |
|    | Italia (bandiera) | C     | Gianni De Biasi     |
|    | Italia (bandiera) | C     | Pier Giuseppe Mosti |
|    | Italia (bandiera) | C     | Bruno Nobili        |
|    | Italia (bandiera) | C     | Matteo Santucci     |
|    | Italia (bandiera) | C     | Paolo Ferro         |
|    | Italia (bandiera) | C     | Marco Cosenza       |
|    | Italia (bandiera) | A     | Giuliano Bertarelli |
|    | Italia (bandiera) | A     | Oriano Grop         |
|    | Italia (bandiera) | A     | Giordano Cinquetti  |
|    | Italia (bandiera) | A     | Giacomo La Rosa     |
|    | Italia (bandiera) | A     | Andrea Prunecchi    |

## Risultati

### Serie A

#### Girone di andata
| Arbitro: | Bergamo (Livorno) |

|             |           |                                      |
| Repetto 53’ | Marcatori | 12’ Pin 27’ Bruscolotti 36’ Chiarugi |

| Arbitro: | F. Panzino (Catanzaro) |

|                           |           |  |
| Pecci 17’ F. Graziani 69’ | Marcatori |  |

| Arbitro: | Casarin (Milano) |

|                         |           |              |
| La Rosa 8’ Zucchini 42’ | Marcatori | 23’ De Ponti |

| Arbitro: | Barbaresco (Cormons) |

|              |           |                          |
| Zucchini 41’ | Marcatori | 65’ (rig.) Di Bartolomei |

| Arbitro: | Ciacci (Firenze) |

|                     |           |                |
| Zucchini 26’ (aut.) | Marcatori | 53’ Bertarelli |

| Arbitro: | Casarin (Milano) |

|                                        |           |           |
| An. Agostinelli 4’ (rig.) Giordano 65’ | Marcatori | 18’ Orazi |

| Arbitro: | Longhi (Roma) |

|                                  |           |                               |
| Bertarelli 63’ Nobili 68’ (rig.) | Marcatori | 70’ Luppi 75’ (rig.) Mascetti |

| Arbitro: | Lo Bello (Siracusa) |

|                         |           |  |
| Pirazzini 31’ Iorio 82’ | Marcatori |  |

| Arbitro: | Gonella (Torino) |

|            |           |                              |
| Nobili 87’ | Marcatori | 10’ A. Maldera 48’ Collovati |

| Arbitro: | Prati (Parma) |

|                   |           |  |
| Pruzzo 19’ (rig.) | Marcatori |  |

| Pescara 18 dicembre 1977 11ª giornata | Pescara        | 0 – 0 | Atalanta | Stadio Adriatico\| Arbitro: \| Lapi (Firenze) \| |
| Arbitro:                              | Lapi (Firenze) |       |          |                                                  |

| Milano 31 dicembre 1977 12ª giornata | Inter            | 0 – 0 | Pescara | Stadio San Siro\| Arbitro: \| D'Elia (Salerno) \| |
| Arbitro:                             | D'Elia (Salerno) |       |         |                                                   |

| Arbitro: | Ciacci (Firenze) |

|                   |           |                      |
| Nobili 37’ (rig.) | Marcatori | 5’ Bettega 50’ Fanna |

| Arbitro: | Longhi (Roma) |

|                              |           |  |
| Antognoni 55’, 84’ Sella 69’ | Marcatori |  |

| Arbitro: | Menegali (Roma) |

|                   |           |            |
| Nobili 31’ (rig.) | Marcatori | 61’ Amenta |

#### Girone di ritorno
| Arbitro: | Gussoni (Tradate) |

|                |           |                |
| G. Savoldi 80’ | Marcatori | 54’ Bertarelli |

| Arbitro: | Serafino (Roma) |

|                                |           |                 |
| Zucchini 67’ Nobili 80’ (rig.) | Marcatori | 63’ F. Graziani |

| Arbitro: | Benedetti (Roma) |

|            |           |            |
| Chiodi 16’ | Marcatori | 73’ Nobili |

| Arbitro: | Lo Bello (Siracusa) |

|                           |           |  |
| Ugolotti 51’ Casaroli 63’ | Marcatori |  |

| Arbitro: | F. Panzino (Catanzaro) |

|             |           |                       |
| Repetto 43’ | Marcatori | 69’ P. Rossi 78’ Lelj |

| Arbitro: | Casarin (Milano) |

|           |           |  |
| Ferro 19’ | Marcatori |  |

| Arbitro: | Bergamo (Livorno) |

|                     |           |  |
| S. Trevisanello 51’ | Marcatori |  |

| Arbitro: | Gonella (Torino) |

|              |           |                         |
| Zucchini 44’ | Marcatori | 55’ A. Bordon 81’ Iorio |

| Arbitro: | Redini (Pisa) |

|                            |           |  |
| Gaudino 35’ A. Maldera 70’ | Marcatori |  |

| Pescara 2 aprile 1978 25ª giornata | Pescara             | 0 – 0 | Genoa | Stadio Adriatico\| Arbitro: \| Lo Bello (Siracusa) \| |
| Arbitro:                           | Lo Bello (Siracusa) |       |       |                                                       |

| Arbitro: | Milan (Treviso) |

|                       |           |  |
| Festa 6’ A. Scala 82’ | Marcatori |  |

| Arbitro: | Pieri (Genova) |

|                          |           |               |
| Grop 30’ Bini 70’ (aut.) | Marcatori | 67’ Altobelli |

| Arbitro: | Mattei (Macerata) |

|                            |           |  |
| Boninsegna 10’ Benetti 86’ | Marcatori |  |

| Arbitro: | Casarin (Milano) |

|                |           |                        |
| Bertarelli 11’ | Marcatori | 18’ Desolati 89’ Sella |

| Arbitro: | Tonolini (Milano) |

|                           |           |               |
| Vannini 70’ Novellino 85’ | Marcatori | 6’ Bertarelli |

### Coppa Italia

#### Settimo Girone
| 21 agosto 1977 1ª giornata |  | – Turno riposo Pescara |  |  |

| Pescara 24 agosto 1977 2ª giornata | Pescara          | 0 – 0 | Taranto | Stadio Adriatico\| Arbitro: \| Lanese (Messina) \| |
| Arbitro:                           | Lanese (Messina) |       |         |                                                    |

| Arbitro: | Serafino (Roma) |

|            |           |            |
| Amenta 50’ | Marcatori | 80’ Nobili |

| Arbitro: | Agnolin (Bassano del Grappa) |

|                                                   |           |           |
| Grop 21’ Zucchini 25’ Orazi 30’ Nobili 80’ (rig.) | Marcatori | 16’ Villa |

| Arbitro: | Magni (Bergamo) |

|  |           |                          |
|  | Marcatori | 40’ La Rosa 62’ Zucchini |

#### Spareggi
| Arbitro: | Benedetti (Roma) |

|                        |           |                         |
| Nobili 63’ (rig.), 73’ | Marcatori | 37’ Icovone 70’ G. Gori |

| Arbitro: | Agnolin (Bassano del Grappa) |

|                    |           |  |
| G. Gori 37’ (rig.) | Marcatori |  |

## Statistiche

### Statistiche di squadra
| Competizione | Punti | In casa | In casa | In casa | In casa | In casa | In casa | In trasferta | In trasferta | In trasferta | In trasferta | In trasferta | In trasferta | Totale | Totale | Totale | Totale | Totale | Totale | DR  |
| Competizione | Punti | G       | V       | N       | P       | Gf      | Gs      | G            | V            | N            | P            | Gf           | Gs           | G      | V      | N      | P      | Gf     | Gs     | DR  |
| ------------ | ----- | ------- | ------- | ------- | ------- | ------- | ------- | ------------ | ------------ | ------------ | ------------ | ------------ | ------------ | ------ | ------ | ------ | ------ | ------ | ------ | --- |
| Serie A      | 17    | 15      | 4       | 5       | 6       | 16      | 20      | 15           | 0            | 4            | 11           | 5            | 24           | 30     | 4      | 9      | 17     | 21     | 44     | -23 |
| Coppa Italia |       | 3       | 1       | 2       | 0       | 6       | 3       | 3            | 1            | 1            | 1            | 3            | 2            | 6      | 2      | 3      | 1      | 9      | 5      | +4  |
| Totale       |       | 18      | 5       | 7       | 6       | 22      | 23      | 18           | 1            | 5            | 12           | 8            | 26           | 36     | 6      | 12     | 18     | 30     | 49     | -19 |

### Statistiche dei giocatori
| Giocatore     | Serie A  | Serie A | Serie A     | Serie A    | Coppa Italia | Coppa Italia | Coppa Italia | Coppa Italia | Totale   | Totale | Totale      | Totale     |
| Giocatore     | Presenze | Reti    | Ammonizioni | Espulsioni | Presenze     | Reti         | Ammonizioni  | Espulsioni   | Presenze | Reti   | Ammonizioni | Espulsioni |
| ------------- | -------- | ------- | ----------- | ---------- | ------------ | ------------ | ------------ | ------------ | -------- | ------ | ----------- | ---------- |
| G. Andreuzza  | 29       | 0       | ?           | ?          | ?            | ?            | ?            | ?            | 29+      | 0+     | ?           | ?          |
| G. Bertarelli | 18       | 5       | ?           | ?          | ?            | ?            | ?            | ?            | 18+      | 5+     | ?           | ?          |
| G. Cinquetti  | 13       | 0       | ?           | ?          | ?            | ?            | ?            | ?            | 13+      | 0+     | ?           | ?          |
| M. Cosenza    | 2        | 0       | ?           | ?          | ?            | ?            | ?            | ?            | 2+       | 0+     | ?           | ?          |
| G. De Biasi   | 24       | 0       | ?           | ?          | ?            | ?            | ?            | ?            | 24+      | 0+     | ?           | ?          |
| C. Eusepi     | 2        | 0       | ?           | ?          | ?            | ?            | ?            | ?            | 2+       | 0+     | ?           | ?          |
| P. Ferro      | 4        | 1       | ?           | ?          | ?            | ?            | ?            | ?            | 4+       | 1+     | ?           | ?          |
| R. Galbiati   | 25       | 0       | ?           | ?          | ?            | ?            | ?            | ?            | 25+      | 0+     | ?           | ?          |
| O. Grop       | 17       | 1       | ?           | ?          | ?            | ?            | ?            | ?            | 17+      | 1+     | ?           | ?          |
| G. La Rosa    | 8        | 1       | ?           | ?          | ?            | ?            | ?            | ?            | 8+       | 1+     | ?           | ?          |
| E. Mancin     | 17       | 0       | ?           | ?          | ?            | ?            | ?            | ?            | 17+      | 0+     | ?           | ?          |
| P. Mosti      | 23       | 0       | ?           | ?          | ?            | ?            | ?            | ?            | 23+      | 0+     | ?           | ?          |
| G. Motta      | 24       | 0       | ?           | ?          | ?            | ?            | ?            | ?            | 24+      | 0+     | ?           | ?          |
| B. Nobili     | 23       | 5       | ?           | ?          | ?            | ?            | ?            | ?            | 23+      | 5+     | ?           | ?          |
| A. Orazi      | 29       | 1       | ?           | ?          | ?            | ?            | ?            | ?            | 29+      | 1+     | ?           | ?          |
| M. Piloni     | 30       | -42     | ?           | ?          | ?            | ?            | ?            | ?            | 30+      | -42+   | ?           | ?          |
| G. Pinotti    | 1        | 0       | ?           | ?          | ?            | ?            | ?            | ?            | 1+       | 0+     | ?           | ?          |
| A. Prunecchi  | 8        | 0       | ?           | ?          | ?            | ?            | ?            | ?            | 8+       | 0+     | ?           | ?          |
| G. Repetto    | 25       | 2       | ?           | ?          | ?            | ?            | ?            | ?            | 25+      | 2+     | ?           | ?          |
| M. Santucci   | 9        | 0       | ?           | ?          | ?            | ?            | ?            | ?            | 9+       | 0+     | ?           | ?          |
| V. Zucchini   | 29       | 4       | ?           | ?          | ?            | ?            | ?            | ?            | 29+      | 4+     | ?           | ?          |